# Arnold II van Angoulême
Arnold II Manzer van Angoulême (overleden in 988) was van 975 tot aan zijn dood graaf van Angoulême. Hij behoorde tot het huis Taillefer.

## Levensloop
Arnold II was de buitenechtelijke zoon van graaf Willem Taillefer van Angoulême. Na het overlijden van zijn vader werd de regering in Angoulême overgenomen door zijn neven die het graafschap Périgord bestuurden. Ondanks zijn onwettige geboorte liet Arnold in 975 zijn erfaanspraken op Angoulême gelden, waarvoor hij de steun kreeg van hertog Willem IV van Aquitanië. Toen zijn neef Ranulf Bompar in de strijd sneuvelde, kon hij de regering in Angoulême overnemen.
De volgende jaren consolideerde en breidde hij zijn macht in Angoulême uit, ten koste van bisschop Hugo van Angoulême. Bovendien benoemde hij zichzelf tot beschermheer van de benedictijnenabdij van Saint-Cybard, vandaag in de gemeente Saint-Amant-de-Boixe. Ook ondersteunde hij Willem IV van Aquitanië in de vete tegen graaf Boso I van La Marche en nam hij diens zoon Gausbert gevangen, die hij aan Willem IV uitleverde.   
In 988 trad Arnold als monnik toe tot de abdij van Saint-Cybard. Weinig later stierf hij, waarna hij naast zijn vader werd bijgezet in deze abdij.  

## Huwelijken en nakomelingen
Arnold was tweemaal gehuwd: eerst met ene Raingarde, daarna met ene Aldearde. Uit zijn eerste huwelijk is een zoon bekend:
- Willem IV (overleden in 1028), graaf van Angoulême